# ديفيدسون مورايس
ديفيدسون مورايس (18 يوليو 1981 ببيلو هوريزونتي في البرازيل - ) هو لاعب كرة قدم برازيلي في مركز الوسط. لعب مع نادي أومونيا ونادي دنيبرو دنيبروبتروفسك ونادي فيغورينسي وApollon Kalamarias ‏ وEsporte Clube Taubaté ‏ وMessiniakos ‏ وأوفي كريت.

## وصلات خارجية
- ديفيدسون مورايس على موقع اتحاد أوكرانيا (الإنجليزية)
- ديفيدسون مورايس على موقع قاعدة بيانات كرة القدم.إي يو (الإنجليزية)
- ديفيدسون مورايس على موقع Soccerway.com (الإنجليزية)